# ネッタイアカセセリ
ネッタイアカセセリ（熱帯赤挵、 Telicota colon）は、チョウ目（鱗翅目）セセリチョウ上科セセリチョウ科に属するチョウの一種。

## 概要
本土産のアカセセリとよく似る。南方系のセセリチョウで、アカセセリと分布域は一切重ならない。疎林や林縁を好み、花によく飛来する。
食草はイネ科のススキ・ハチジョウススキ・チガヤなど。多化性で年中出現し、越冬態は不定。

## 分布
1998年時点では沖縄本島・八重山諸島で記録される程度。
日本国外ではインド・オーストラリア区。